# Crampton Island
Crampton Island är en ö i Australien. Den ligger i delstaten New South Wales, i den sydöstra delen av landet, omkring 190 kilometer söder om delstatshuvudstaden Sydney. Genomsnittlig årsnederbörd är 1 370 millimeter. Den regnigaste månaden är mars, med i genomsnitt 203 mm nederbörd, och den torraste är juli, med 40 mm nederbörd.